# コントラスト
コントラスト（contrast）とは、

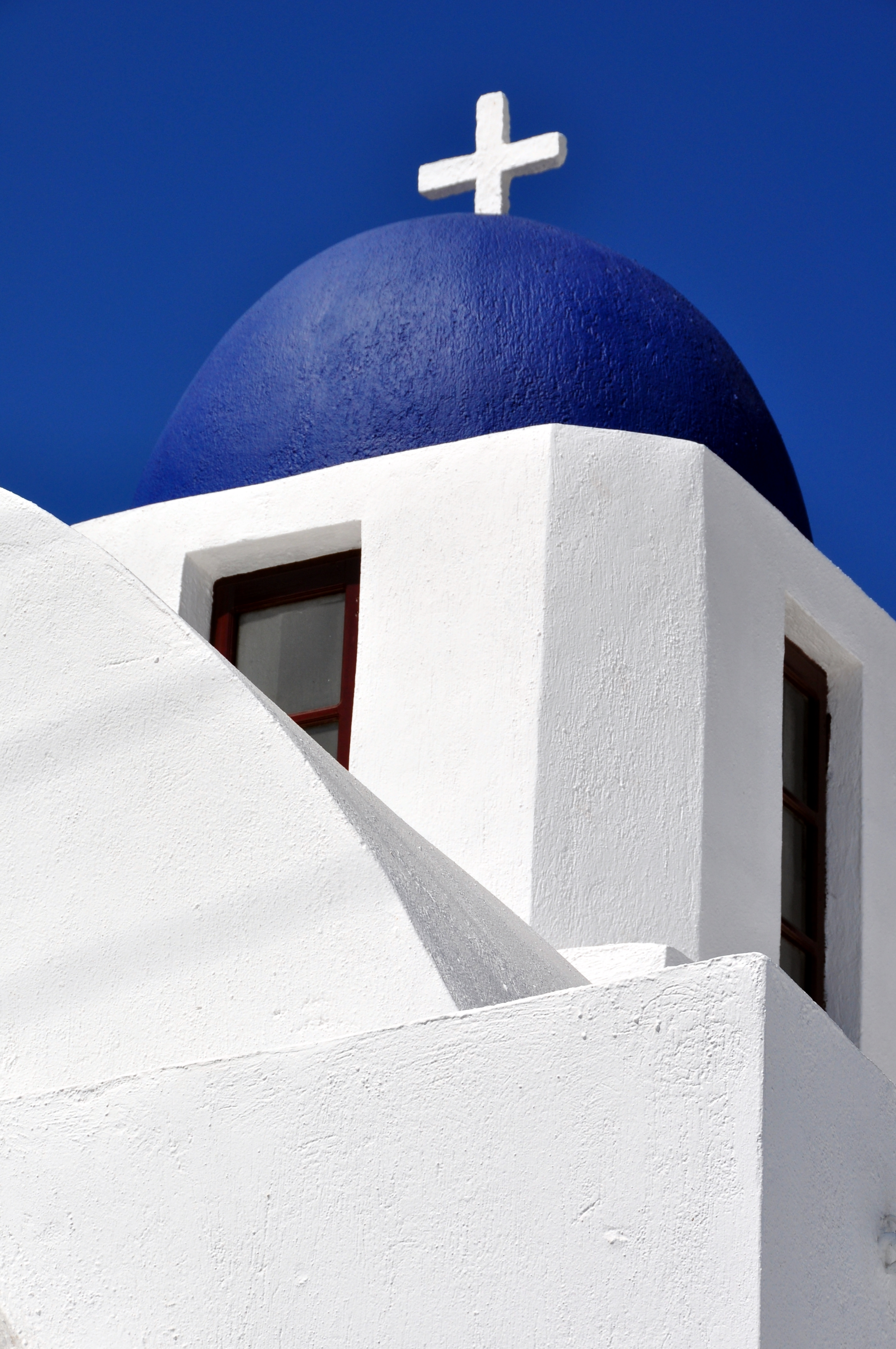
サントリーニ島の青と白のコントラスト

- 並置されているものごとや近縁のものごとと、著しく異なっていること[1]。「対比」。「対照」。
- 色・トーン・形などの差違のことで、デザイン、イメージなどに役立てられるもの[1]。視覚的な特徴の差。
- モノや人に関して、他との著しい質の差[1]。

## 概説
コントラストというのは、基本的には並置されているものと著しく異なっていることである。
視覚においては、同じ視野内での色、明るさ、輝度、形など（また質感、テクスチャなど）の差違のことである。
「色のコントラスト」「サントリーニ島の白と青のコントラスト」「京都の秋の、苔の緑と紅葉の赤のコントラスト」「明暗のコントラストが際立っている」「光と陰のコントラスト」「光と闇のコントラスト」などと用いる。
しばしば比喩的に、視覚的ではないことの差違、抽象的な質の差などに関しても用いる。
語源
英語では、17世紀に、ファインアート（美術）の用語として、「形や色の違いを際立たせるために並置する」という意味の語として、フランス語のcontrasteという名詞やcontrasterという動詞が移入されたものである。そしてこれらのフランス語は中世ラテン語が（イタリア語経由で）フランス語にもたらされたものであり、ラテン語のcontra は「～に対して」という意味で、stare は「立てる」「置く」という意味である。

## 写真機、映像機器

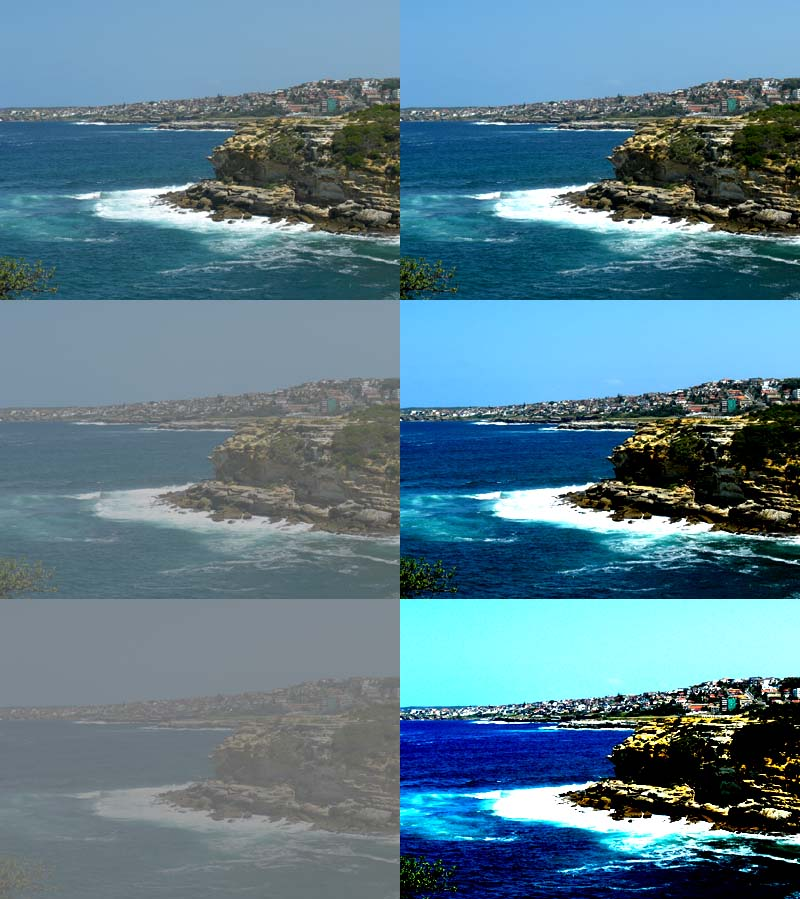
コントラストの変化による画像の変化

画像や映像のための機器（カメラ、ディスプレイなど）に関する技術用語、工業用語、撮影技術としては、最も暗い部分と最も明るい部分の輝度の差を指すことが一般的。
コントラストが高くなると明暗の差が大きくなり明るい部分や暗い部分がはっきりするが、中間の色が潰れてしまう。逆にコントラストが低くなると明暗の差が縮まり中間の色が増えて、明るい部分や暗い部分がはっきりしなくなってしまう。
近年ではディスプレイや画像などにおいてよく使われ、デジタルカメラなどで撮影した写真を補正する際、コントラストを変化させることがある。
定量的な定義
定量的に取り扱うための定義にはいくつかあり、状況に応じてさまざまな定義が用いられる。
視覚刺激に焦点を当てて記述する際などには、Michelsonコントラスト
{\displaystyle {\frac {L_{\mathrm {max} }-L_{\mathrm {min} }}{L_{\mathrm {max} }+L_{\mathrm {min} }}}}
を用いることが多い。LmaxとLminは画像中の輝度値の最大値と最小値である。
ディスプレイなどについて取り扱う際は、コントラスト比
Lmax / Lmin
を用いることが多い。ディスプレイで言えばLmaxは白を表示したときの輝度、Lminは黒を表示したときの輝度である。